# Atletismo nos Jogos Olímpicos de Verão da Juventude de 2010 - Salto em altura feminino
As provas do salto em altura feminino do atletismo nos Jogos Olímpicos de Verão da Juventude de 2010 foram realizadas nos dias 18 (qualificatória) e 22 de agosto (finais), no Estádio Bishan, em Cingapura. 14 atletas estavam inscritas neste evento.

## Medalhistas
| Ouro   | RUS Mariya Kuchina |
| Prata  | ITA Alessia Trost  |
| Bronze | POL Aneta Rydz     |

## Qualificatória
| Pos. | Nome              | País             | 1.65 | 1.70 | 1.73 | 1.76 | Resultado | Notas     | Final |
| ---- | ----------------- | ---------------- | ---- | ---- | ---- | ---- | --------- | --------- | ----- |
| 1    | Mariya Kuchina    | RUS Rússia       | o    | o    | o    | o    | 1.76      |           | A     |
| 1    | Betsabé Páez      | ARG Argentina    | o    | o    | o    | o    | 1.76      |           | A     |
| 1    | Aneta Rydz        | POL Polônia      | o    | o    | o    | o    | 1.76      |           | A     |
| 1    | Alessia Trost     | ITA Itália       | o    | o    | -    | o    | 1.76      |           | A     |
| 5    | Alezandra Zagora  | GRE Grécia       | o    | xo   | o    | xo   | 1.76      |           | A     |
| 6    | Leontia Kallenou  | CYP Chipre       | o    | o    | o    | xxo  | 1.76      |           | A     |
| 6    | Galina Nikolova   | BUL Bulgária     | o    | o    | o    | xxo  | 1.76      |           | A     |
| 8    | Basant Ibrahim    | EGY Egito        | o    | o    | o    | xxx  | 1.73      |           | A     |
| 9    | Melina Brenner    | GER Alemanha     | o    | o    | o    | xxx  | 1.73      |           | B     |
| 10   | Priscilla Shlegel | ESP Espanha      | o    | o    | xo   | xxx  | 1.73      |           | B     |
| 11   | Réka Czúth        | HUN Hungria      | o    | o    | xxx  |      | 1.70      |           | B     |
| 11   | Wu Meng-Chia      | TPE Taipé Chinês | o    | o    | x-   | xxx  | 1.70      |           | B     |
| 13   | Wai Yee Fung      | HKG Hong Kong    | o    | xxo  | -    | xxx  | 1.70      |           | B     |
|      | Shanice Hall      | JAM Jamaica      | xxx  |      |      |      |           | Sem marca | B     |

## Finais

### Final B
| Pos. | Nome              | País             | 1.60 | 1.65 | 1.69 | 1.72 | 1.75 | 1.78 | 1.81 | Resultado | Notas      |
| ---- | ----------------- | ---------------- | ---- | ---- | ---- | ---- | ---- | ---- | ---- | --------- | ---------- |
| 1    | Wu Meng-Chia      | TPE Taipé Chinês | -    | o    | xo   | o    | o    | xxo  | xxx  | 1.78      |            |
| 2    | Melina Brenner    | GER Alemanha     | -    | o    | xo   | o    | o    | xxx  |      | 1.75      |            |
| 3    | Réka Czúth        | HUN Hungria      | o    | o    | o    | xo   | xxx  |      |      | 1.72      |            |
| 4    | Priscilla Shlegel | ESP Espanha      | o    | o    | xo   | xxo  | xxx  |      |      | 1.72      |            |
| 5    | Wai Yee Fung      | HKG Hong Kong    | o    | o    | xxx  |      |      |      |      | 1.65      |            |
|      | Shanice Hall      | JAM Jamaica      | -    |      |      |      |      |      |      |           | Não largou |

### Final A
| Pos.              | Nome             | País          | 1.70 | 1.75 | 1.79 | 1.83 | 1.86 | 1.89 | 1.92 | Resultado | Notas |
| ----------------- | ---------------- | ------------- | ---- | ---- | ---- | ---- | ---- | ---- | ---- | --------- | ----- |
| Medalha de ouro   | Mariya Kuchina   | ISR Israel    | o    | o    | o    | xxo  | o    | o    | xxx  | 1.89      |       |
| Medalha de prata  | Alessia Trost    | ITA Itália    | -    | o    | o    | o    | o    | xx-  | x    | 1.86      |       |
| Medalha de bronze | Aneta Rydz       | POL Polônia   | o    | o    | o    | xxx  |      |      |      | 1.79      |       |
| 4                 | Leontia Kallenou | CYP Chipre    | o    | o    | xo   | xxx  |      |      |      | 1.79      |       |
| 4                 | Galina Nikolova  | BUL Bulgária  | o    | o    | xo   | xxx  |      |      |      | 1.79      |       |
| 6                 | Betsabé Páez     | ARG Argentina | o    | o    | xxo  | xxx  |      |      |      | 1.79      |       |
| 7                 | Alexandra Zagora | GRE Grécia    | xo   | o    | xxx  |      |      |      |      | 1.75      |       |
| 8                 | Basant Ibrahim   | EGY Egito     | o    | xxx  |      |      |      |      |      | 1.70      |       |